# Grubbs (Arkansas)
Pour les articles homonymes, voir Grubbs.
Grubbs est une ville située dans l’État américain de l'Arkansas, dans le comté de Jackson.